# 奥拉夫·曼宁格

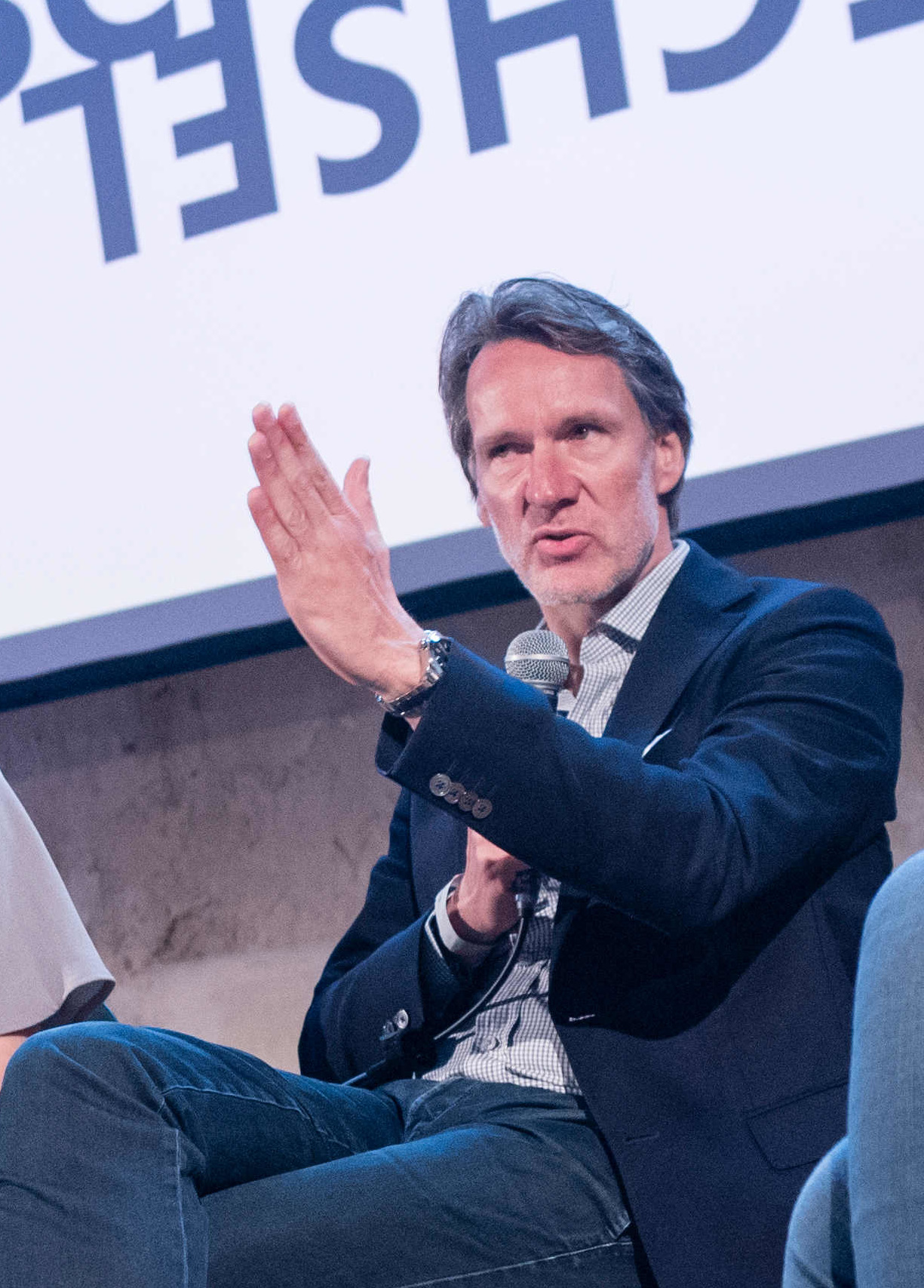
Olaf Maninger (2016)

奥拉夫·曼宁格（德語：Olaf Maninger；1964年10月16日—），是一位德国雷克林豪森大提琴的演奏家，柏林爱乐乐团大提琴首席，董事会成员与新闻发言人。
曼宁格最初跟随著名美籍大提琴演奏家斯塔克·亚诺什学习大提琴演奏，随后跟随德籍苏联大提琴演奏家，教育家帕格门齐科夫继续深造。曼宁格于1994年进入柏林爱乐乐团，并于1996年成为乐团首席大提琴。
在1997年至2002年间，曼宁格担任柏林爱乐乐团总经理。 2002年，柏林爱乐乐团基金会建立，曼宁格自基金委员会成立之初便是委员会董事之一，并担任柏林爱乐乐团新闻发言人。自2008年起，曼宁格出任柏林爱乐传媒公司CEO一职，直至今日。曼宁格在柏林爱乐乐团的数字音乐厅项目中，发挥了至关重要的作用。 曼宁格同时也是跨界音乐团体“柏林爱乐12大提琴（Die 12 Cellisten der Berliner Philharmoniker）”成员。